# 메디체아 라우렌치아나 도서관

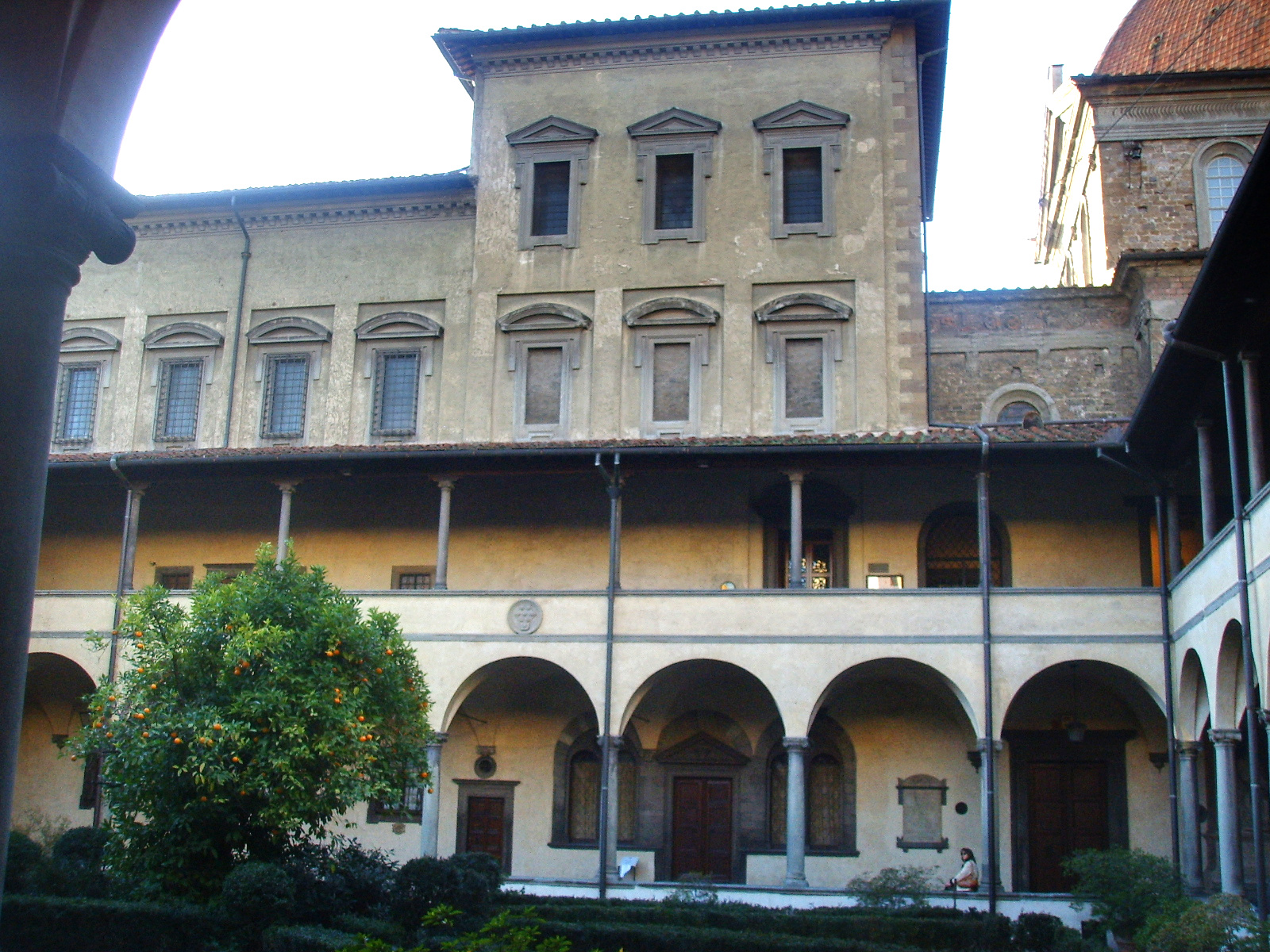
메디체아 라우렌치아나 도서관

메디체아 라우렌치아나 도서관(이탈리아어: Biblioteca Medicea Laurenziana)은 이탈리아 피렌체에 위치한 도서관이다. 산 로렌초 성당 내에 있으며, 미켈란젤로가 디자인을 하였다.